# Hvězda typu Beta Cephei
Hvězdy typu Beta Cephei, také označované jako hvězdy typu Beta Canis Majoris jsou proměnné hvězdy, které vykazují malé změny jasnosti způsobené pulzací jejich povrchu. Obvykle jsou to horké hvězdy spektrální třídy B. Neměly by se zaměňovat s cefeidami, tedy hvězdami typu delta Cephei.

## Vlastnosti
Tyto hvězdy jsou hvězdy hlavní posloupnosti s hmotností 7 až 20 Sluncí. Patří sem některé z nejjasnějších hvězd noční oblohy, například Mimosa a Agena. Je sem také zařazena Spica, ovšem její pulzace se roku 1970 z neznámého důvodu zastavily. Jasnost (ve viditelném světle) těchto hvězd se mění o 0,01 až 0,3 hvězdné velikosti v periodách 0,1-0,3 dne (2,4-7,2 hodin). Změny zářivého výkonu jsou však větší, v ultrafialovém záření až o 1m. Prototyp těchto hvězd, Beta Cephei mění jasnost v rozmezí 3,16m-3,27mbehem 4,57 hodin. Hvězdy dosahují nejvyšší jasnosti, když jsou nejmenší a nejteplejší.